# Diócesis de Wollongong
La diócesis de Wollongong (en latín: Dioecesis Vollongongensis y en inglés: Roman Catholic Diocese of Wollongong) es una circunscripción eclesiástica de la Iglesia católica en Australia. Se trata de una diócesis latina, sufragánea de la arquidiócesis de Sídney. Desde el 30 de noviembre de 2017 su obispo es Brian Mascord.

## Territorio y organización
La diócesis tiene 11 338 km² y extiende su jurisdicción sobre los fieles católicos de rito latino residentes en parte del área costera del estado de Nueva Gales del Sur, comprendiendo las regiones de Illawarra, Macarthur, Shoalhaven y Southern Highlands.
La sede de la diócesis se encuentra en la ciudad de Wollongong, en donde se halla la Catedral de San Francisco Javier.
En 2022 en la diócesis existían 32 parroquias.

## Historia
La diócesis fue erigida el 15 de noviembre de 1951 mediante la bula Non parum sane del papa Pío XII, obteniendo el territorio de la arquidiócesis de Sídney y de la arquidiócesis de Camberra y Goulburn.
El 21 de febrero de 1955 mediante el decreto Animarum bono de la Congregación de Propaganda Fide se modificaron los límites con la arquidiócesis de Sídney, por lo que la diócesis se amplió incluyendo Camden y Campbelltown.
El 6 de junio de 1959, con la carta apostólica Ecclesiae filii, el papa Juan XXIII proclamó a la Santísima Virgen María, venerada con el título de Inmaculado Corazón, como patrona principal de la diócesis.
En 1975 las parroquias de Batemans Bay, Moruya y Narooma volvieron a pertenecer a la arquidiócesis de Camberra y Goulburn.

## Estadísticas
Según el Anuario Pontificio 2023 la diócesis tenía a fines de 2022 un total de 196 575 fieles bautizados.
| Año                                                                             | Población            | Población | Población      | Sacerdotes | Sacerdotes    | Sacerdotes    | Bautizados por sacerdote | Diáconos permanentes | Religiosos | Religiosos | Parroquias |
| Año                                                                             | Bautizados católicos | Total     | % de católicos | Total      | Clero secular | Clero regular | Bautizados por sacerdote | Diáconos permanentes | Varones    | Mujeres    | Parroquias |
| ------------------------------------------------------------------------------- | -------------------- | --------- | -------------- | ---------- | ------------- | ------------- | ------------------------ | -------------------- | ---------- | ---------- | ---------- |
| 1965                                                                            | 62 257               | 242 181   | 25.7           | 93         | 43            | 50            | 669                      |                      | 99         | 246        | 28         |
| 1970                                                                            | 80 000               | 295 000   | 27.1           | 103        | 50            | 53            | 776                      |                      | 141        | 242        | 29         |
| 1980                                                                            | 107 300              | 390 000   | 27.5           | 99         | 43            | 56            | 1083                     |                      | 115        | 251        | 29         |
| 1990                                                                            | 140 000              | 550 000   | 25.5           | 88         | 43            | 45            | 1590                     |                      | 105        | 192        | 30         |
| 1999                                                                            | 170 622              | 599 069   | 28.5           | 74         | 38            | 36            | 2305                     |                      | 82         | 178        | 32         |
| 2000                                                                            | 173 350              | 608 650   | 28.5           | 80         | 37            | 43            | 2166                     |                      | 93         | 188        | 32         |
| 2001                                                                            | 178 550              | 626 900   | 28.5           | 76         | 38            | 38            | 2349                     |                      | 90         | 174        | 32         |
| 2002                                                                            | 189 254              | 664 514   | 28.5           | 76         | 40            | 36            | 2490                     |                      | 89         | 163        | 32         |
| 2003                                                                            | 186 613              | 618 616   | 30.2           | 76         | 38            | 38            | 2455                     |                      | 95         | 188        | 31         |
| 2004                                                                            | 195 669              | 647 912   | 30.2           | 75         | 40            | 35            | 2608                     |                      | 92         | 193        | 28         |
| 2010                                                                            | 185 000              | 646 000   | 28.6           | 74         | 37            | 37            | 2500                     |                      | 79         | 118        | 31         |
| 2014                                                                            | 190 000              | 669 000   | 28.4           | 73         | 39            | 34            | 2602                     | 1                    | 71         | 107        | 31         |
| 2017                                                                            | 198 300              | 697 900   | 28.4           | 76         | 40            | 36            | 2609                     | 1                    | 69         | 107        | 32         |
| 2020                                                                            | 191 000              | 725 000   | 26.3           | 79         | 40            | 39            | 2417                     | 2                    | 77         | 100        | 32         |
| 2022                                                                            | 196 575              | 746 180   | 26.3           | 72         | 38            | 34            | 2730                     | 4                    | 65         | 93         | 32         |
| Fuente: Catholic-Hierarchy, que a su vez toma los datos del Anuario Pontificio. |                      |           |                |            |               |               |                          |                      |            |            |            |

## Episcopologio
- Thomas Absolam McCabe † (15 de noviembre de 1951-10 de mayo de 1974 renunció)
- William Edward Murray † (5 de junio de 1975-12 de abril de 1996 retirado)
- Philip Edward Wilson † (12 de abril de 1996-30 de noviembre de 2000 nombrado arzobispo coadjutor de Adelaida)
- Peter William Ingham † (6 de junio de 2001-30 de noviembre de 2017 retirado)
- Brian Mascord, desde el 30 de noviembre de 2017